# كاثي ليونغ
كاثي ليونغ (بالصينية: 梁雨恩) هي مغنية صينية، ولدت في 9 يوليو 1985 في هونغ كونغ البريطانية في المملكة المتحدة.

## وصلات خارجية
- الموقع الرسمي